# Vrchslatina
Vrchslatina je přírodní rezervace v oblasti Poľana na Slovensku.
Nachází se v Katastrálním území obce Sihla v okrese Brezno v Banskobystrickém kraji. Území bylo vyhlášeno či novelizováno v roce 1993 na rozloze 18,0500 ha. Ochranné pásmo nebylo stanoveno.